# 住友不動産東京三田ガーデンタワー
住友不動産東京三田ガーデンタワー（すみともふどうさんとうきょうみたガーデンタワー）は、東京都港区三田にある超高層ビル。区域面積は約5,799.16坪。

## 概要
オフィスビルのほか、住宅棟2棟、聖徳大学幼児教育専門学校の新校舎及び聖徳大学三田幼稚園の新園舎と一体的に開発され、住友不動産三田ツインビルの近くに立地する。地下4階・地上42階建てのオフィスビルは竣工後に三田エリア最も高いオフィスビルになる見込み。ディベロッパーは住友不動産、設計者は久米設計、施工は大林組が担当した。
なお、東京三田ガーデンタワーの竣工からおよそ1年半後、2024年9月1日付で、先述の三田ツインビル西館は「住友不動産東京三田サウスタワー」に、東館は「住友不動産三田ファーストビル」に、それぞれ改称している。

## 入居企業
- FPTジャパンホールディングス 東京本社（33F）
- カバー 本社（15F）
- 京セラ・グループ各社 東京事業所（受付23F）
- AltX 本社（20F）
- エムオーテックス 東京本部（22F）
- ユニ・チャーム 本社事務所（40 - 42F）
- BANDAI SPIRITS 本社
- ZEAL TEAM 本社（25F）
- 三菱電機デジタルイノベーション 三田事務所（4F）
- エレマテック 本社 (26F)
- タキロンシーアイ 東京本社[5]
- IVRy 本社（29F）
- 築港 東京営業部（29F）